# Cantone di Moret-sur-Loing
Il Cantone di Moret-sur-Loing era una divisione amministrativa dell'arrondissement di Fontainebleau.
È stato soppresso a seguito della riforma complessiva dei cantoni del 2014, che è entrata in vigore con le elezioni dipartimentali del 2015.
Comprendeva i comuni di:
- Champagne-sur-Seine
- Dormelles
- Écuelles
- Épisy
- Montarlot
- Montigny-sur-Loing
- Moret-sur-Loing
- Saint-Mammès
- Thomery
- Veneux-Les Sablons
- Vernou-la-Celle-sur-Seine
- Villecerf
- Villemer
- Ville-Saint-Jacques